# Grammy Awards de 1964
A 6.ª cerimônia anual do Grammy Awards foi realizada em 12 de maio de 1964. Executada concomitantemente em três localidades, Chicago, Los Angeles e Nova Iorque, o evento contemplou trabalho de melhores gravações, composições e artistas do ano dentro do período de 1963. O compositor e pianista norte-americano Henry Mancini venceu quatro categorias.

## Vencedores

### Geral
| Gravação do Ano - "Days of Wine and Roses" – Henry Mancini | Álbum do Ano - The Barbsa Streisand Album – Barbra Streisand |
| Canção do Ano - "Days of Wine and Roses" – Henry Mancini   | Artista Revelação - Ward Swingle                             |

### Infantil
| Melhor Gravação Infantil - Bernstein Conducts for Young People – Leonard Bernstein |

### Clássica
| Melhor Performance Orquestral - Bartók: Concerto for Orchestra – Erich Leinsdorf & Boston Symphony Orchestra                                          | Melhor Performance Clássica - Great Scenes From Gershwin's Porgy and Bess – Skitch Henderson, Leontyne Price & RCA Orchestra                          |
| Melhor Gravação de Ópera - Puccini: Madama Butterfly – Erich Leinsdorf, Rosalind Elias, Leontyne Price, Richard Tucker & RCA Italiana Opera Orchestra | Melhor Performance de Coral - Britten: War Requiem – Benjamin Britten, Edward Chapman, David Willcocks, The Bach Choir, Highgate School Choir & Choir |
| Melhor Performance Clássica Solo - Tchaikovsky: Piano Concerto No. 1 in B Flat Minor – Erich Leinsdorf, Arthur Rubinstein & Boston Symphony Orchestra | Melhor Performance Clássica Solo ou Dupla - The Sound of Horowitz – Vladimir Horowitz                                                                 |
| Melhor Performance de Música de Câmara - Evening of Elizabethan Music – Julian Beam & Julian Bream Consort                                            | Melhor Composição Clássica - Britten: War Requiem – Benjamin Britten & London Symphony Orchestra                                                      |
| Melhor Álbum Clássico - Britten: War Requiem – Benjamin Britten & London Symphony Orchestra                                                           | |

### Comédia
| Melhor Performance de Comédia - "Hello Mudduh, Hello Faddah" – Allan Sherman |

### Composição e arranjos
| Melhor Instrumental - "More - Theme From Mondo Cane" – Roz Ortolani    | Melhor Trilha Sonora - Tom Jones – John Addison                    |
| Melhor Arranjo Instrumental - "I Can't Stop Loving You" – Quincy Jones | Melhor Arranjo de Fundo - "Days of Wine and Roses" – Henry Mancini |

### Country
| Melhor Gravação Country - "Detroit City" – Bobby Bare |

### Folk
| Melhor Gravação Folk - "Blowin' in the Wnid" – Peter, Paul and Mary |

### Gospel
| Melhor Gravação Gospel - "Dominique" – Soeur Sourire |

### Jazz
| Melhor Performance de Jazz Solo - Conversations with Myself – Bill Evans | Melhor Performance de Jazz em Grupo - Encore: Woody Herman, 1963 – Woody Herman |
| Melhor Composição de Jazz - "Gravy Waltz" – Steve Allen & Ray Brown      |                                                                                 |

### Musical
| Melhor Trilha Sonora de Musical - She Loves Me – Jerry Bock, Sheldon Harnick & Barbara Cook, Jack Cassidy, Barbara Baxley, Daniel Massey, Nathaniel Frey, Ralph Williams & Jo Wilder |

### Pop
| Melhor Performance Feminina - The Barbra Streisand Album – Barbra Streisand               | Melhor Performance Masculina - "Wives and Lovers" – Jack Jones         |
| Melhor Performance de Grupo - "Blowin' in the Wind – Peter, Paul and Mary                 | Melhor Performance de Coro - Bach's Greatest Hits – Ward Swingle       |
| Melhor Performance de Orquestra - This Time by Basie! Hits of 50's and 60's – Count Basie | Melhor Performance de Orquestra ou Instrumentalista - "Java" – Al Hirt |
| Melhor Gravação de Rock - "Deep Purple" – April Stevens & Nino Tempo                      |                                                                        |